# Districte electoral de Reus
El districte de Reus fou una circumscripció electoral del Congrés dels Diputats utilitzada en les eleccions generals espanyoles entre 1871 i 1876. Es tractava d'un districte uninominal, ja que només era representat per un sol diputat.
L'any 1878 es va aprovar una nova llei electoral que va fusionar els districtes de Reus, Falset i Tarragona en un districte plurinominal de 3 escons anomenat Tarragona-Reus-Falset.

## Àmbit geogràfic
El districte comprenia tot el partit judicial de Reus, tret de la part oest, que estava agregada al districte de Falset.

## Diputats electes
| Elecció | Elecció | Diputat                     | Partit/Ideologia                    |
| ------- | ------- | --------------------------- | ----------------------------------- |
|         | 1871    | Bonaventura Abarzuza Ferrer | Partit Republicà Democràtic Federal |
|         | 1873    | Josep Güell i Mercader      | Partit Republicà Democràtic Federal |
|         | 1876    | Marià Pons i Espinós        | Conservador                         |

## Resultats electorals

### Dècada de 1870
| Eleccions generals del 20/01/1876 |                   |                      |       |      |
| Partit/Ideologia                  | Partit/Ideologia  | Candidat             | Vots  | %    |
|                                   | Conservador       | Marià Pons i Espinós | 3.027 | 52,7 |
|                                   | Altres            | Altres               | 2.721 | 47,3 |
| Total                             | Total             | Total                | 5.748 | 100  |
| Cens/participació                 | Cens/participació | Cens/participació    | 9.882 | 58,2 |

| Eleccions generals del 10/05/1873 |                                     |                        |        |      |
| Partit/Ideologia                  | Partit/Ideologia                    | Candidat               | Vots   | %    |
|                                   | Partit Republicà Democràtic Federal | Josep Güell i Mercader | 2.939  | 74,6 |
|                                   | Altres                              | Altres                 | 1.002  | 25,4 |
| Total                             | Total                               | Total                  | 3.941  | 100  |
| Cens/participació                 | Cens/participació                   | Cens/participació      | 11.167 | 35,3 |

| Eleccions generals del 24/08/1872 |                                     |                             |        |      |
| Partit/Ideologia                  | Partit/Ideologia                    | Candidat                    | Vots   | %    |
|                                   | Partit Republicà Democràtic Federal | Bonaventura Abarzuza Ferrer | 1.831  | 97,9 |
|                                   | Altres                              | Altres                      | 40     | 2,1  |
| Total                             | Total                               | Total                       | 1.871  | 100  |
| Cens/participació                 | Cens/participació                   | Cens/participació           | 10.229 | 18,3 |

| Eleccions generals del 03/04/1872 |                                     |                             |        |      |
| Partit/Ideologia                  | Partit/Ideologia                    | Candidat                    | Vots   | %    |
|                                   | Partit Republicà Democràtic Federal | Bonaventura Abarzuza Ferrer | 3.772  | 60,1 |
|                                   | Altres                              | Altres                      | 2.503  | 39,9 |
| Total                             | Total                               | Total                       | 6.275  | 100  |
| Cens/participació                 | Cens/participació                   | Cens/participació           | 10.229 | 61,3 |

| Eleccions generals del 08/03/1871 |                                     |                             |        |      |
| Partit/Ideologia                  | Partit/Ideologia                    | Candidat                    | Vots   | %    |
|                                   | Partit Republicà Democràtic Federal | Bonaventura Abarzuza Ferrer | 3.957  | 77,4 |
|                                   | Altres                              | Altres                      | 1.158  | 22,6 |
| Total                             | Total                               | Total                       | 5.115  | 100  |
| Cens/participació                 | Cens/participació                   | Cens/participació           | 10.143 | 50,4 |